# Såt
Såt (plural såtar) är det avgränsade område inom en jaktmark som en eller flera jägare jagar inom. Om jägarna använder sig av skallgångskedja är såten avklarad när kedjan gått genom den. Vid löshundsjakt avgör ofta hundföraren när man är färdig. Det är dock alltid jaktledaren som avgör när jakt är bruten. 